# The CIVIL warS
Pour les articles homonymes, voir Civil War.
The CIVIL warS, sous-titré A Tree Is Best Measured When It Is Down, est une œuvre musicale de Philip Glass s'apparentant au genre de l'opéra et composée en 1983 pour orchestre, ensemble concertant, chœurs, et narration. Cette composition s'inscrivait initialement dans un plus vaste projet musical et vidéo commandité à Bob Wilson pour l'ouverture des Jeux olympiques de Los Angeles.

## Historique
The CIVIL warS était initialement un projet musical ambitieux d'opéra en six actes inspiré de la Guerre de Sécession mis en scène par Bob Wilson et commandité à six compositeurs de nationalités différentes pour les cérémonies d'ouverture des Jeux olympiques de 1984. Pour des raisons d'organisation et financières le projet ne put aboutir, et seules trois des six sections furent menées à bien par les compositeurs Philip Glass, David Byrne, Gavin Bryars.
Les six sections sont :
1. The Minneapolis section: The Knee Plays
2. The Cologne section
3. The Rome section
4. The Rotterdam section
5. The Marseille section
6. The Tokyo section

Philip Glass composa ce qui devint in fine le 5e acte, intitulé The Rome Section. Elle a été composée après que Bob Wilson a réalisé le support vidéo de l'œuvre, sur laquelle Glass fit une espèce de bande originale de film. Elle fut donnée en première mondiale à l'Opéra de Rome le 24 mars 1984 sous la direction de Marcello Panni mais l'œuvre n'a jamais pu être jouée lors des cérémonies des Jeux olympiques. L'œuvre a été enregistrée en 1999.

## Personnages
| Rôle                            | Type de voix  | Distribution à la création     |
| ------------------------------- | ------------- | ------------------------------ |
| Snow Owl, Alcmène               | soprano       | Seta del Grande                |
| Earth Mother, Mary Todd-Lincoln | mezzo-soprano | Ruby Hinds                     |
| Giuseppe Garibaldi              | baryton       | Luigi Petroni                  |
| Abraham Lincoln                 | basse         | Franco Sioli Ercole/Luigi Roni |
| Hercules Furens                 | basse         | Maurizio Mazzieri              |
| Robert E. Lee                   | narrateur     | Franco Concilio                |
| Young Ms. Lincoln               | narrateur     | Caterina Gillespie             |

## Structure
The CIVIL warS est constitué de  :
1. Prologue (~ 19 min)
2. Scene A (~ 15 min)
3. Scene B (~ 22 min)
4. Scene C (~ 22 min)

L'exécution de l'œuvre dure environ 1 h 15 minutes.

## Enregistrements
- The CIVIL warS, par l'American Composers Orchestra dirigé par Dennis Russell Davies, Nonesuch Records, 1999.